# Hydrophorus ochrifacies
Hydrophorus ochrifacies är en tvåvingeart som beskrevs av Van Duzee 1930. Hydrophorus ochrifacies ingår i släktet Hydrophorus och familjen styltflugor. Inga underarter finns listade i Catalogue of Life.